# Comandante di gruppo
Il comandante di gruppo può essere, a seconda del Paese, sia una funzione del ruolo gerarchico attribuita a un tenente colonnello (codice NATO: OF-4, o più raramente da un maggiore OF-3) del ruolo naviganti di un’aviazione militare, sia un grado della Royal Air Force detto  group captain (codice NATO: OF-5). Ripreso anche da molte nazioni del Commonwealth, in esse è collocato gerarchicamente al di sopra di wing commander (comandante di stormo) e al di sotto del air commodore (commodoro dell'aria), ed è l'equivalente del grado di colonnello del British Army e del corpo dei Royal Marines, nonché di quello di captain (capitano) della Royal Navy.

## Grado

### Commonwealth e altri Paesi
Il grado di group captain, abbreviato come Gp Capt. nella RAF e IAF, in GPCAPT nella RAAF e nella RNZAF e precedentemente a volte in G/C nei contesti storici di tutte queste forze aeree)  oltre che nella Royal Air Force è usato nelle aeronautiche militari di molti paesi del Commonwealth o di quelli che comunque hanno avuto una forte influenza storica britannica, quali Australia, Bangladesh, Egitto, Ghana, India, Malesia, Namibia, Nigeria, Nuova Zelanda, Oman, Pakistan, Sri Lanka e Zimbabwe, giungendo, a volte, ad essere utilizzato come traduzione dall’inglese per il livello equivalente nelle loro aeronautiche, come quella cilena, greca o thailandese, con una struttura gerarchica simile pur non essendo dei paesi anglofoni.

Distintivo di grado per controspallina o paramano da group captain della RAAF
Distintivo per controspallina o paramano da group captain RNZAF
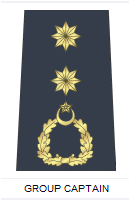
Distintivo per group captain della Pakistan Air Force

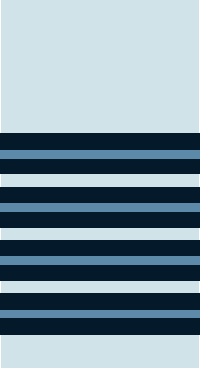
Distintivo per group captain dell’Indian Air Force
Distintivo di grado per group captain della Namibian Air Force
Distintivo di grado per group captain della RTAF

### Canada
Nonostante il Canada faccia parte del Commonwealth, ha utilizzato il grado di Group captain fino all'unificazione delle forze armate del 1968, quando la Royal Canadian Air Force adottò il sistema di gradi dell'esercito sostituendo la denominazione del grado di Group captain con quella di colonnello. 
In precedenza la denominazione del grado era Group Captain in inglese e Colonel d'aviation in francese.

### Italia

#### Regno d'Italia
Il grado di comandante di gruppo, equiparato a maggiore e a capitano di corvetta, fu presente con tale denominazione anche nella Regia Aeronautica dall’atto della sua costituzione, il 28 marzo 1923, fino al maggio 1925, quando fu introdotto un nuovo ordinamento.
Il grado era superiore a quello di comandante di squadriglia, a sua volta parificato a capitano e a tenente di vascello ma inferiore a quello vice comandante di stormo pari a tenente colonnello e a capitano di fregata. 
Con la riforma dell'ordinamento del ’25 passò ad essere solo una funzione del ruolo gerarchico attribuita a un tenente colonnello o, più raramente, a un maggiore del ruolo naviganti.

#### Repubblica Sociale Italiana

Distintivo di grado per comandante di gruppo del SAF

Il Servizio Ausiliario Femminile adottò un sistema di gradi funzionali propri, corrispondenti a quelli delle Forze armate della RSI, tra i quali quello di comandante di gruppo, corrispondente a quello di sottotenente dell’Esercito Nazionale Repubblicano. Le ausiliarie utilizzavano solitamente la nomenclatura del grado interna al SAF per le pratiche amministrative gestite dal proprio comando, ed il corrispettivo grado militare per quanto riguarda l'attività operativa.

## Funzione

### United States Air Force
Nella United States Air Force (USAF) un gruppo è costituito da due o più squadriglie, spesso funzionalmente allineate all'interno di uno stormo. Secondo l’AFI 38-101 (29 agosto 2019) nell’organigramma della forza aerea il gruppo è un "livello di comando tra stormo e squadriglie". Il gruppo riunisce più squadriglie o ulteriori unità di livello inferiore.
Il titolo di group commander e di vice group commander non indica un grado, ma una funzione. L'equivalente del grado di group captain della Royal Air Force nell’USAF è colonnello (colonel) e comanda generalmente un gruppo aereo (air group) tuttavia, alcuni di essi sono comandati da un brigadier generale ossia un generale a 1 stella (OF-6).

colonnello
brigadier generale

### US Marine Corps Aviation
Nel Corpo dei Marine, i vari Marine Aircraft Group (MAG), Marine Air Control Group (MACG) o Marine Aviation Training Support Group (MATSG) è un'unità a livello di reggimento ricompresa nell’organica dell'Aviazione del Corpo dei Marine ed è equivalente a uno stormo dell’USAF. Un MAG è composto da almeno due squadriglie di aeromobili e due squadriglie di supporto; due o più MAG e un MACG formano per l'appunto uno stormo detto: Marine Aircraft Wing (MAW).
Ogni Gruppo Aereo dei Marine è composto da due o più squadriglie aeree (di solito da quattro a sei) e possono variare fino a dieci (vedasi ad es. il MAG-14). Ciascun MAG è dotato anche di un Marine Aviation Logistics Squadron (MALS) (manutenzione intermedia degli aeromobili, rifornimento per l'aviazione e supporto per gli ordigni aerei), un Marine Wing Support Squadron (MWSS) (funzioni di base aerea) e un distaccamento quartier generale MAG con un colonnello quale comandante in capo. Il MAG è l'equivalente organizzativo di un reggimento di fanteria dei Marine.